# Keppel Archibald Cameron Creswell
Keppel Archibald Cameron Creswell (13 septembre 1879–8 avril 1974) est un historien de l'art et de l'architecture islamiques.

## Biographie
Au sortir de ses études à la Westminster School, il renonce à un cursus universitaire et choisit de découvrir l'architecture sur le terrain. Son appétence pour la civilisation islamique date de la Première Guerre mondiale : il est en effet affecté en 1916 en Égypte comme capitaine du Royal Flying Corps. Il saisit l'occasion pour établir sa Chronologie des monuments mahométans d'Égypte qui sera publiée en 1919. Cette même année, il est nommé inspecteur des monuments auprès du Gouvernement militaire britannique en Syrie occupée : il y travaille en particulier sur la région d'Alep. Lors de l'établissement du mandat français sur la Syrie en 1920, il rejoint transitoirement la Palestine mandataire et la Transjordanie sous protectorat britannique avant de revenir en Égypte, devenue indépendante. Il parvient à convaincre le roi Fouad de l'intérêt d'établir un corpus de l'architecture islamique en Égypte mais aussi, et auparavant, un corpus de l'architecture précoce islamique sur l'entièreté des territoires islamisés (de Séville à Boukhara) : le second sera donc publié en premier en 1935 et le premier dans les années 1950. En 1958, il condensera sa somme sur l'architecture islamique précoce dans un livre destiné au grand public. Il meurt en 1974, à l'âge de 94 ans.

## Apport scientifique et controverse

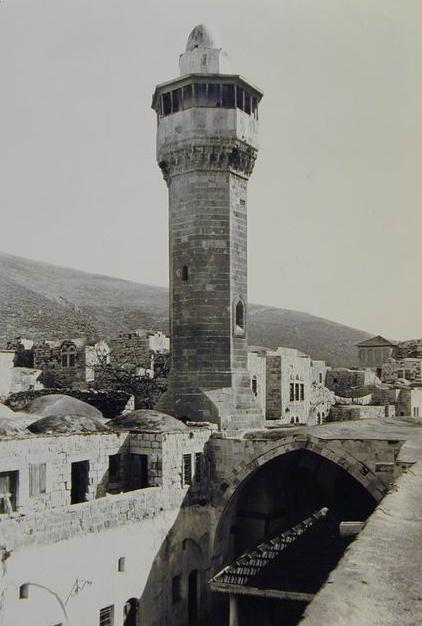
Le minaret de la Grande mosquée de Naplouse, par Keppel Archibald Cameron Creswell au début du XX

K.A.C. Creswell est généralement considéré comme un des auteurs les plus importants et prolifiques en ce qui concerne l'art et l'architecture islamiques. En plus de ses deux ouvrages de référence sur l'architecture islamique précoce de par le monde et sur l'architecture islamique en Égypte, il est aussi l'auteur de près de 11 000 photographies, collection conservée à l'Université américaine au Caire. Ses méthodes de travail ont été, à l'époque, très innovantes : il a notamment reconstitué des plans de mosquées disparues en confrontant le texte des sources littérales et les relevés archéologiques. Cependant, deux de ses assertions ont été critiquées et remises en question par d'autres chercheurs au XXe siècle et au XXIe siècle : en premier lieu, sa position selon laquelle le Prophète avait construit à Médine, non pas une mosquée, lieu de culte, mais une résidence familiale ; en second lieu, sa conviction que le plan des premières mosquées dérivait de ceux d'édifices préislamiques ou non islamiques.

## Publications
- 1919 : Brief Chronology of the Muhammedam Monuments of Egypt in 1517 AD. Le Caire.
- 1924 : The Origin of the Plan of the Dome of the Rock. Council.
- 1935 : Early Muslim Architecture. Clarendon Press, Oxford.
- 1952 : Fortification in Islam Before A.D. 1250. G. Cumberlege.
- 1958 : A short account of early Muslim architecture. Penguin Books.
- 1959 : The Muslim Architecture of Egypt. Clarendon Press, Oxford.
- 1961 : A Bibliography of the Architecture: Arts, and Crafts of Islam to 1st Jan. 1960. American University at Cairo Press.